# Grigori Oleinik
Grigori Oleinik (în rusă Григорий Олейник; n. 6 mai 1910, Ocnița, raionul Ocnița, Republica Moldova – d. 14 februarie 1982, Moscova, RSFS Rusă, URSS) a fost un militar și amiral sovietic, comandant al Flotilei Caspice⁠(ru)[traduceți].

## Biografie
S-a născut în târgul Ocnița (acum oraș și centru raional din Republica Moldova) din ținutul Soroca, gubernia Basarabia a Imperiului Rus. A fost admis în Marina sovietică în 1929. A absolvit Școala navală „Mihail Frunze” în 1933, a practicat, de asemenea, cursuri speciale pentru personalul de comandă al Armatei Roșii (1934) și în departamentul de comandă al Academiei Navale „Kliment Voroșilov” (1938-1940).
Din iunie 1934 până în februarie 1936, a fost comandant al unei bărci de torpile, din februarie până în iunie 1936, comandant al unei echipei de torpidoare, mai târziu până în februarie 1937, a fost comandant al unui detașament de torpidoare și din februarie 1937 până în februarie 1938, comandant al diviziei de torpidoare a Flotei Mării Negre. Din iunie 1940 a condus comandamentul general al brigăzii a 2-a de torpile a Flotei Baltice.
În perioada septembrie 1941–decembrie 1943, a fost șef de stat major al unei brigăzi de torpedoare a Flotei Baltice și din decembrie 1943 până în aprilie 1945, comandant al aceleiași brigăzi. Din aprilie până în iunie 1945, Oleinik a activat în departamentul de personal al Marinei, apoi până în februarie 1946 a ocupat funcția de șef al filialei a 2-a a departamentului naval al SVAG (administrația militară sovietică din Germania). Ulterior, a făcut parte din misiunea sovieticeă în Comitetul Statului Major al ONU din Statele Unite (până în iulie 1947).
În perioada iulie 1947–decembrie 1948, a condus comandamentul Flotilei Caspice, iar în ianuarie–decembrie 1948, a fost primul locțiitor comandant al flotilei. La 11 mai 1949, Oleinik a primit titlul de contraamiral. De trei ori (cu întreruperi) a ocupat postul de comandant al Flotilei Caspice (decembrie 1948–februarie 1951, august 1955–decembrie 1956, iunie 1960–aprilie 1967). Din februarie 1951 și până în noiembrie 1953 a comandat flotila sovietică de pe Amur. 
La 25 mai 1959 a fost promovat la funcția de viceamiral. Din decembrie 1956 până în iunie 1960, a fost șef de stat major și comandant adjunct al flotei Mării Negre. Din aprilie 1967 până în iunie 1974, șef de logistică al marinei sovietice. La 29 aprilie 1970 a primit următorul grad, de amiral. În iunie 1974 a fost transferat în rezervă.
A fost înmormântat la cimitirul Kuntsevo din Moscova.

## Decorații
- 2 Ordine Lenin (1955, 1963)[1]
- 4 Ordine Steagul Roșu (1943, 1944, 1950)[1]
- Ordinul Războiului Patriotic de gradul I (1943)[1]
- Ordinul Ușakov de gradul II (1944)[1]
- 3 Ordine Steaua Roșie (1947, 1963[2])
- armă nominativă (1960)[1]